# Tarsius lariang
Tarsius lariang  (лат.) — вид приматов семейства долгопятовые.

## Классификация
Известны шесть музейных экземпляров этого вида, два из которых были ошибочно классифицированы как карликовый долгопят. Видовое название получено по названию реки Ларианг, протекающей в местах обитания этого примата.

## Описание
Шерсть тёмно-серая, более тёмная, чем у других видов долгопятов с острова Сулавеси. На спине шерсть с коричневым оттенком. Хвост чёрный. Вокруг глаз тёмные кольца. Третий палец на передних конечностях очень длинный. Вид достаточно крупный, среди долгопятов уступает по размером только Tarsius sangirensis. Вес тела от 67 до 117 грамм.

## Распространение
Встречаются на западе центральной части Сулавеси (Индонезия) в бассейне реки Ларианг. В восточной части своего ареала встречается с парапатричным видом Tarsius dentatus.